# Klokočovnik
Klokočovnik este o localitate din comuna Slovenske Konjice, Slovenia, cu o populație de 139 de locuitori.